# Киракозов, Григорий Амбарцумович
Григорий (Григорин) Амбарцумович Киракозов (Каракозов, Кирокосянц) (1896 — 1939) — сотрудник органов охраны правопорядка, старший майор милиции (1937).

## Биография
Родился в армянской семье ремесленника, получил среднее образование. В РКП(б) с сентября 1919. Учился 4 года в Армянской приходской школе, затем учился 7 лет в реальном училище, после чего учился 2 года на бухгалтерских курсах. Работал конторщиком, счетоводом, помощником бухгалтера коммерческого банка с 1915 до 1916. С 1916 до января служил в царской армии, рядовой Петроградского гвардейского полка до 1917, лечился в госпитале в городе Астрахань.
Потом рядовой 156-го стрелкового полка, рядовой продовольственного отряда в Астраханской губернии в 1918, уполномоченный комиссариата продовольствия этой губернии до 1919. С декабря 1919 до июня 1920 председатель Жанибекского районного комитета РКП(б). С июня 1920 до 1921 служил в РККА сотрудником политического отдела, политического управления Юго-Западного фронта до 1921.
В том же году находится в распоряжении Астраханского губернского комитета РКП(б), и оказывается на работе в органах государственной безопасности как сотрудник Букеевской губернской ЧК. С 1921 до 1922 заместитель председателя ЧК по Киргизскому краю, заместитель начальника пограничного особого отдела с 1922 до 1923, начальник чрезвычайного полномочного отряда Армянской ЧК-ГПУ с 1923 по октябрь 1927. С конца 1927 по 1 мая 1928 занимает должность заместителя начальника чрезвычайного полномочного отряда ГПУ Грузинской ССР. Потом возвращается на прежнюю должность в ГПУ Армянской ССР. С 22 мая 1930 по 18 апреля 1931 заместитель председателя ГПУ Армянской ССР.
С февраля 1935 по апрель 1937 начальник Управления РКМ УНКВД Свердловской области. Помощник начальника Управления НКВД по Ленинградской области с 14 апреля 1937 до 23 августа 1938. Являлся начальником Ленинградского управления милиции.
Подвергся необоснованным репрессиям, арестован НКВД 23 августа 1938. Военной коллегией Верховного суда СССР 14 апреля 1939 приговорён к ВМН. Расстрелян на следующий день после вынесения обвинительного приговора, реабилитирован посмертно в 1956.

### Звания
- рядовой, 1916.
- майор милиции, 7 ноября 1936.[1]
- старший майор милиции, 25 июля 1937.

### Награды
- 17 января 1934 — знак «Почётный работник РКМ».
- 13 ноября 1937 — орден Красной Звезды (7 июля 1942 лишён награды указом Президиума ВС СССР).